# Thaumatocrinus investigatoris
Thaumatocrinus investigatoris is een haarster uit de familie Pentametrocrinidae.
De wetenschappelijke naam van de soort werd in 1967 postuum gepubliceerd door Austin Hobart Clark. De auteur had het manuscript van de publicatie grotendeels klaar bij zijn overlijden in 1954. Het werd in 1967 vervolmaakt, aangepast aan de nieuwste inzichten en uitgegeven door Ailsa McGown Clark, geen familie van de oorspronkelijke auteur.